# Ese 'ejja
L’ese ’ejja est une langue tacanane parlée en Amazonie en Bolivie, dans le département de La Paz. La langue est parlée par 502 locuteurs sur une population ethnique de 584 personnes. La langue est en danger.